# Sledgehammer Games
Sledgehammer Games, Inc. é um estúdio norte-americano produtor de videogames formado em 2009 por Glen Schofield e Michael Condrey. Ambos anteriormente trabalharam na Visceral Games, e foram responsáveis pelo videogame Dead Space. Está localizada em Foster City, Califórnia. O estúdio desenvolveu e co-desenvolveu vários jogos da série Call of Duty.

## História
Os co-fundadores da Sledgehammer Games, Schofield e Condrey, trabalharam juntos na Electronic Arts em 2005 em 007: From Russia with Love, com Condrey como diretor e produtor executivo de Schofield.  A colaboração continuou em Dead Space.  Os dois apresentavam habilidades complementares e origens semelhantes - eram de classe média com pais no ramo da construção.
Depois de fundar a Sledgehammer Games em 21 de julho de 2009, Schofield e Condrey fizeram uma proposta à Activision: eles tentariam replicar seu sucesso em Dead Space, com um spin-off em terceira pessoa da franquia Call of Duty.  A Activision manteve a proposta por semanas até que o CEO da Activision Blizzard, Bobby Kotick ofereceu trazer o estúdio para a Activision.  Schofield e Condrey aceitaram, vendo o modelo de estúdio independente da Activision como uma oportunidade de preservar a cultura criativa, a metodologia de desenvolvimento e a equipe da empresa, ao mesmo tempo em que tinham a segurança de uma aliança com a maior editora do setor.
Devido à problemas internos, a Sledgehammer Games acabou por ter co-produzido o videogame Call of Duty: Modern Warfare 3, juntamente com a Infinity Ward. O jogo foi lançado em Novembro de 2011.
Foi anunciado em fevereiro de 2014 que a Sledgehammer Games estaria desenvolvendo um novo Call of Duty com lançamento previsto para 2014. Em 1º de maio, Game Informer mostrou uma imagem de um soldado usando um traje de exo-esqueleto. Também foi anunciado que mais detalhes, incluindo a capa, o nome completo e um trailer seriam revelados em 4 de maio. O trailer foi vazado, o que confirmou o lançamento de Call of Duty: Advanced Warfare em 4 de novembro de 2014.
Em 2017 lançou Call of Duty: WW2 para Xbox One, PlayStation 4 e Microsoft Windows.
Em 2019, a empresa anunciou estar desenvolvendo o Call of Duty de 2020 juntamente com a Treyarch e Raven Software. O qual veio posteriormente à ser revelado como Call of Duty: Black Ops Cold War.
Após vazamentos no segundo trimestre de 2023, foi revelado que a Sledgehammer Games está por trás do desenvolvimento do Call of Duty em 2023.  Ao contrário de seu trabalho em títulos anteriores, a Sledgehammer está pela primeira vez liderando o desenvolvimento de um lançamento da franquia Modern Warfare, apelidado de Call of Duty: Modern Warfare III (2023).

## Jogos
| Ano  | Título                           | Plataforma(s)                                                              | Anotações |
| ---- | -------------------------------- | -------------------------------------------------------------------------- | --- |
| 2011 | Call of Duty: Modern Warfare 3   | PlayStation 3, Xbox 360, Windows                                           | Co-desenvolvido junto à Infinity Ward |
| 2014 | Call of Duty: Advanced Warfare   | PlayStation 3, PlayStation 4, Xbox 360, Xbox One, Windows                  | |
| 2017 | Call of Duty: WWII               | PlayStation 4, Xbox One, Windows                                           | |
| 2019 | Call of Duty: Modern Warfare     | PlayStation 4, Xbox One, Windows                                           | Em apoio à Infinity Ward |
| 2020 | Call of Duty: Black Ops Cold War | Xbox One, Microsoft Windows, Xbox Series X/S, PlayStation 4, PlayStation 5 | Em Apoio à Treyarch e à Raven Software |
| 2021 | Call of Duty: Vanguard           | Xbox One, Microsoft Windows, Xbox Series X/S, PlayStation 4, PlayStation 5 | Com apoio da Treyarch, High Moon Studios, Beenox e Raven Software                                                                              |
| 2022 | Call of Duty: Modern Warfare II  | Xbox One, Microsoft Windows, Xbox Series X/S, PlayStation 4, PlayStation 5 | Em apoio à Infinity Ward |
| 2023 | Call of Duty: Modern Warfare III | Xbox One, Microsoft Windows, Xbox Series X/S, PlayStation 4, PlayStation 5 | Assistido pela Treyarch, Infinity Ward, Beenox, Raven Software, High Moon Studios, Activision Central Tech, Activision Shanghai e Toys for Bob |
| 2024 | Call of Duty: Black Ops 6        | Xbox One, Microsoft Windows, Xbox Series X/S, PlayStation 4, PlayStation 5 | Assistência à Treyarch e à Raven Software |